# Halové mistrovství České republiky v atletice 1994
Halové mistrovství České republiky v atletice 1994 se uskutečnilo ve dnech 26.–27. února 1994 v Jablonci nad Nisou.

## Medailisté

### Muži
| Soutěž                       | Zlato                     | Stříbro                   | Bronz                    |
| 60 m                         | Jiří Valík 6.74           | Walter Pilch 6.78         | Ivan Stinka 6.87         |
| 200 m                        | Jiří Ondráček 21.93       | Walter Pilch 22.02        | Martin Duda 22.41        |
| 400 m                        | Jiří Šveněk 48.51         | Petr Punčochář 48.65      | Ondřej Veselý 48.70      |
| 800 m                        | Martin Jareš 1:53.60      | František Souček 1:54.35  | Radim Bárta 1:54.42      |
| 1500 m                       | Jiří Šoptenko 3:54.65     | Zdeněk Forster 3:55.87    | Luboš Stloukal 3:56.00   |
| 3000 m                       | Milan Drahoňovský 8:19.23 | Radomír Soukup 8:19.72    | Petr Stanka 8:23.80      |
| 60 m př.                     | Jiří Hudec 7.75           | Tomáš Dvořák 7.77         | Matěj Haranta 7.95       |
| 5 km chůze                   | Jiří Malysa 19:42.87      | Tomáš Kratochvíl 19:51.13 | Miloš Holuša 19:53.29    |
| Skok do výšky                | Tomáš Janků 215           | Petr Lipový 210           | Dalibor Špoták 205       |
| Skok o tyči                  | Zdeněk Šafář 520          | Martin Kysela 520         | Richard Havlásek 520     |
| Skok daleký                  | Roman Orlík 791           | Róbert Michalík 781       | Milan Gombala 772        |
| Trojskok                     | Karel Burian 16.17        | Michal Coubal 16.14       | Radek Řezáč 15.59        |
| Vrh koulí                    | Jan Bártl 18.37           | Martin Bílek 18.22        | Miroslav Menc 17.97      |
| Sedmiboj Praha 4. – 5.3.1994 | Kamil Damašek 5618 bodů   | Jan Poděbradský 5598 bodů | Dalibor Špoták 5372 bodů |

### Ženy
| Soutěž                      | Zlato                      | Stříbro                   | Bronz                      |
| 60 m                        | Hana Benešová 7.42         | Zdeňka Mušínská 7.50      | Denisa Němcová 7.56        |
| 200 m                       | Hana Benešová 24.22        | Zdeňka Mušínská 24.84     | Štěpánka Klapáčová 24.87   |
| 400 m                       | Ludmila Formanová 53.45    | Helena Dziurová 53.94     | Eva Kasalová 55.78         |
| 800 m                       | Andrea Šuldesová 2:08.74   | Hana Inderková 2:09.26    | Lenka Žižková 2:11.61      |
| 1500 m                      | Romana Sanigová 4:33.33    | Lada Brázdilová 4:37.35   | Kateřina Maloňová 4:40.23  |
| 3000 m                      | Věra Kunčická 9:36.35      | Monika Deverová 10:05.18  | Lada Brázdilová 10:09.62   |
| 60 m př.                    | Iveta Rudová 8.46          | Petra Šímová 8.53         | Nikola Špinová 8.56        |
| 3 km chůze                  | Kamila Holpuchová 13:12.80 | Petra Lexová 14:45.11     | Michaela Cvechová 15:07.14 |
| Skok do výšky               | Zuzana Kováčiková 184      | Šárka Nováková 184        | Stanislava Blovská 175     |
| Skok o tyči                 | Daniela Bártová 340        | Jana Kábová 320           | Radka Exnarová 280         |
| Skok daleký                 | Dagmar Urbánková 593       | Gabriela Váňová 593       | Monika Kohoutová 592       |
| Trojskok                    | Šárka Kašpárková 14.01     | Dagmar Urbánková 13.00    | Alice Matějková 12.42      |
| Vrh koulí                   | Alice Matějková 16.33      | Zdeňka Šilhavá 15.97      | Marcela Godziková 13.23    |
| Pětiboj Praha 4. – 5.3.1994 | Dagmar Urbánková 4174 bodů | Alice Matějková 3989 bodů | Petra Šebelková 3515 bodů  |